# Parafia św. Ottona w Kamieniu Pomorskim
Parafia pod wezwaniem świętego Ottona w Kamieniu Pomorskim – parafia rzymskokatolicka należąca do dekanatu Kamień Pomorski, archidiecezji szczecińsko-kamieńskiej, metropolii szczecińsko-kamieńskiej. Erygowana 16 września 1945. Kościół parafialny to Konkatedra św. Jana Chrzciciela w Kamieniu Pomorskim. Mieści się przy Placu Katedralnym w Kamieniu Pomorskim,.